# Non più andrai
Non più andrai (Tu n'iras plus) est un air de l'opéra Le nozze di Figaro de Wolfgang Amadeus Mozart. 
Le livret a été écrit en italien par Lorenzo Da Ponte se basant sur la comédie de Pierre-Augustin Caron de Beaumarchais, La folle journée, ou le Mariage de Figaro (1784). 

## L'air
Figaro chante cet air à Chérubin à la fin du 1er acte.
La musique de cet air est citée par Mozart lui-même dans un arrangement pour instruments à vent à l'acte 2 de Don Giovanni dans la scène dite "du banquet".

## Texte
| Non più andrai, farfallone amoroso, notte e giorno d'intorno girando; delle belle turbando il riposo Narcisetto, Adoncino d'amor. Non più avrai questi bei pennacchini,— quel cappello leggero e galante, quella chioma, quell'aria brillante, quel vermiglio donnesco color. Tra guerrieri, poffar Bacco! Gran mustacchi, stretto sacco. Schioppo in spalla, sciabla al fianco, collo dritto, muso franco, un gran casco, o un gran turbante, molto onor, poco contante! Ed invece del fandango, una marcia per il fango. Per montagne, per valloni, con le nevi e i sollioni. Al concerto di tromboni, di bombarde, di cannoni, che le palle in tutti i tuoni all'orecchio fan fischiar. Cherubino alla vittoria: alla gloria militar! | Tu n'iras plus, gros papillon amoureux, tourbillonnant nuit et jour; troublant le sommeil de ces belles Petit Narcisse, Adonis d'amour. Tu n'auras plus ces belles plumes, ce chapeau léger et galant, cette perruque, cet air brillant, ce teint vermeil de demoiselle. Parmi les soldats, que diable! De grandes moustaches, un petit sac. Fusil à l'épaule, sabre au flanc, Col droit, nez franc, Un gros casque, ou un gros turban, Beaucoup d'honneur, une maigre paie ! Et au lieu du fandango, une marche dans la boue. À travers monts, à travers champs, sous la neige et le soleil brûlant. Au son des trombones, des bombes, des canons, dont les coups continus font sonner les tympans. Chérubin, à la victoire : À la gloire militaire ! |